# Хутіта
Хутіта (ест. Hutita; до 1997 року — Утіта) — село в Естонії, входить до складу волості Виру, повіту Вирумаа. До 2017 року входило до складу волості Симерпалу.